# Wryndawan

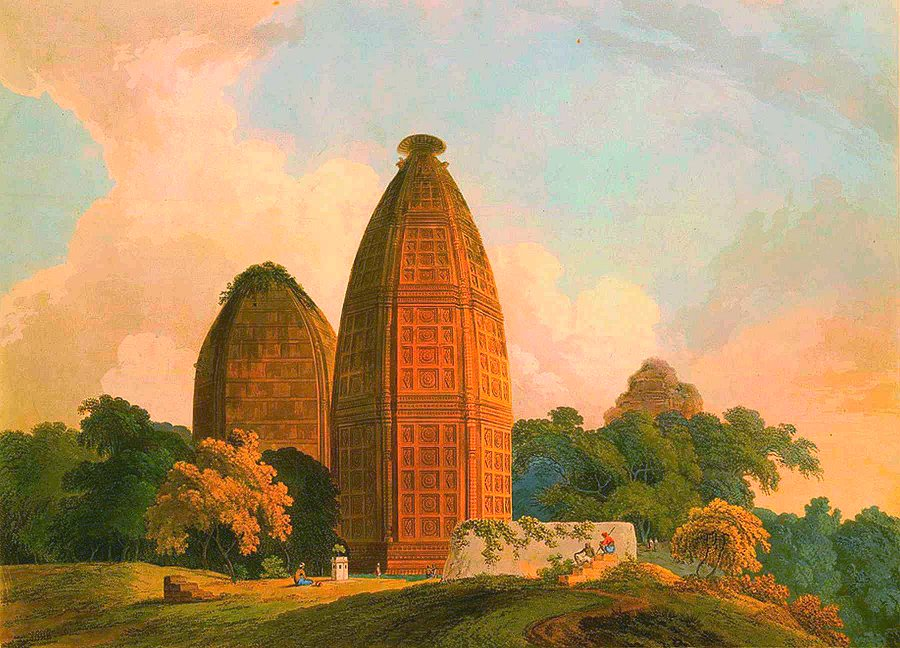
Świątynia Madan Mohan we Vrindavanie na XIX-wiecznym obrazie Thomasa Daniella

Wryndawan (hindi: वृन्दावन, trl. Vṛndāvan, trb. Wryndawan; ang. Vrindavan; także: Wrindawana, Brindawan, Brindawana) – miejscowość w stanie Uttar Pradesh powstała w miejscu mitycznego lasu o tej samej nazwie. Położona jest 15 km od miasta Mathura, w pobliżu autostrady Agra-Delhi. W 2001 roku miasto Wryndawan liczyło 56 618 mieszkańców.
We Wryndawanie znajduje się wiele starożytnych i współczesnych świątyń. Jest ono także siedzibą licznych organizacji religijnych, których wierzenia mają związek z Kryszną.
Do najsłynniejszych świątyń należą:
- Świątynia Madan Mohan
- Świątynia Banke-Bihari
- Świątynia Radha Vallabh
- Świątynia Dźajpur
- Świątynia Rangadźi z XIX wieku[2]
- Świątynia Gowindadźi, zbudowana w 1590[2] roku przez radżę Man Singha I
- Świątynia Śri Kryszna-Balarama

Oprócz świątyń znajduje się tam wiele grobowców (samadhi) osób uznanych za świętych wisznuizmu.
Las Vrindavan był miejscem zabaw dziecięcych Kryszny, który dorastał w pobliskiej Gokuli ze swoimi przybranymi rodzicami – Jaśodą i Nandą.
Umiejscowiona jest tam większość historii opowiadających o dzieciństwie Kryszny: walki z demonami, zabawy z chłopcami-pasterzami oraz późniejsze zabawy z gopi. O tych ostatnich opowiada utwór pt. Gita Gowinda.
Nazwa ta wykorzystywana jest też w hinduistycznej części Indii dla określenia idyllicznego miejsca lub ogrodu.